# Nhơn Sơn
Nhơn Sơn là một xã cũ thuộc huyện Ninh Sơn, tỉnh Ninh Thuận, Việt Nam. Hiện nay, xã là một phần của phường Đô Vinh mới thuộc tỉnh Khánh Hòa mới.

## Địa lý
Xã Nhơn Sơn nằm ở phía đông nam huyện Ninh Sơn, có vị trí địa lý:
- Phía đông giáp thành phố Phan Rang – Tháp Chàm
- Phía tây giáp xã Mỹ Sơn
- Phía nam giáp huyện Ninh Phước
- Phía bắc giáp huyện Bác Ái.

Xã có diện tích 31,66 km², dân số năm 2019 là 11.991 người, mật độ dân số đạt 379 người/km².
Trên địa bàn xã có quốc lộ 27 đi qua.
Ngoài ra, đây cũng là địa phương có Đường cao tốc Cam Lâm – Vĩnh Hảo đi qua.

## Hành chính
Xã Nhơn Sơn được chia thành 10 thôn: Nha Hố 1, Nha Hố 2, Đắc Nhơn 1, Đắc Nhơn 2, Đắc Nhơn 3, Lương Cang 1, Lương Càng 2, Lương Tri, Núi Ngỗng, Láng Ngựa.

## Lịch sử
Ngày 1 tháng 9 năm 1981, Hội đồng Bộ trưởng ban hành Quyết định số 45-HĐBT. Theo đó, sáp nhập thôn Nhơn Hội thuộc xã Nhơn Sơn vào phường Đô Vinh thuộc thị xã Phan Rang – Tháp Chàm.
Ngày 12 tháng 6 năm 2025, theo Nghị quyết số 202/2025/QH15 quyết định thành lập phường Đô Vinh trực thuộc tỉnh Khánh Hòa trên cơ sở hợp nhất phường Đô Vinh thuộc thành phố Phan Rang - Tháp Chàm và xã Nhơn Sơn thuộc huyện Ninh Sơn, tỉnh Ninh Thuận cũ.